# Километър в час
Километър в час е извънсистемна мерна единица за скорост. Означава се с km/h или km·h−1. По определение обект, движещ се с 1 km/h, изминава за един час разстояние от един километър.
- 3,6 km/h = 1 m/s
- 1 km/h ≈ 0,277 78 m/s
- 1 km/h ≈ 0,621 37 mph
- 1 kn = 1,852 km/h (точно)
- 1 mph = 1,609 344 km/h

## Примери за скорости в km/h
| 5 km/h               | Средна скорост на ходене |
| 15 – 30 km/h         | Нормално движение с велосипед |
| 37,52 km/h           | Максимална скорост на бягащ човек (200 m за 19,19 секунди – Юсейн Болт на финала на 200 m гладко бягане на олимпийските игри в Пекин през 2008 г.) |
| 40 – 45 km/h         | Ограничение на скоростта в жилищни райони Максимална скорост на бягаща котка или куче                                                              |
| 80 – 90 km/h         | Ограничение на скоростта по главни пътища Максимална скорост на антилопа                                                                           |
| 130 – 140 km/h       | Ограничение на скоростта по автомагистрала Максимална скорост на гепард                                                                            |
| 300 km/h             | Високоскоростен влак |
| 1000 km/h            | Нормална скорост на голям пътнически самолет |
| 1200 km/h            | Приблизителна скорост на звука (на морското равнище)                                                                                               |
| 1228 km/h            | Настоящ световен рекорд за движение по повърхността на Земята                                                                                      |
| 26 000 km/h          | Скорост на навлизане в атмосферата на космическа совалка                                                                                           |
| 40 320 km/h          | Втора космическа скорост на повърхността на Земята                                                                                                 |
| 107 219 km/h         | Орбитална скорост на Земята около Слънцето |
| 781 000 km/h         | Орбитална скорост на Слънцето около центъра на Млечния път                                                                                         |
| 1 079 252 848,8 km/h | Скорост на светлината |